# Zgrada općine u Sutivanu
Zgrada općine u Sutivanu na Braču nalazi se na adresi Trg dr Franje Tuđmana 1.
To je kamena dvokatnica podignuta 1898.. Građena je od pravilnih klesanaca u horizontalnim pojasevima s profiliranim vijencima katova i istaknutim ugaonim kamenjem. Na vrhu iza ograde je stilizirani zabat s volutama i vegetabilnim motivima te natpisom „Obćinski dom“. Historicističku komunalnu zgradu odlikuju skladne proporcije i dekorativni motivi vrsne izradbe.

## Zaštita
Pod oznakom Z-3588 zavedena je pod vrstom "nepokretno kulturno dobro - pojedinačno", pravna statusa zaštićena kulturnog dobra, klasificirano kao "javne građevine".